# Laeva (rzeka)
Laeva – rzeka w prowincjach Tartu i Jõgevamaa w Estonii o długości 53 kilometrów. Powierzchnia jej dorzecza wynosi 275,2 km². Rzeka uchodzi do Emajõgi.